# 프세우두사 보스티그리누스
프세우두사 보스티그리누스(Pseudusa bostigrinus)는 탈리아강 돌리올룸목에 속하는 피낭동물의 일종이다. 돌리올루나과(Doliolunidae)와 프세우두사속(Pseudusa)의 유일종이다.